# Bergshamra, Norrtälje kommun

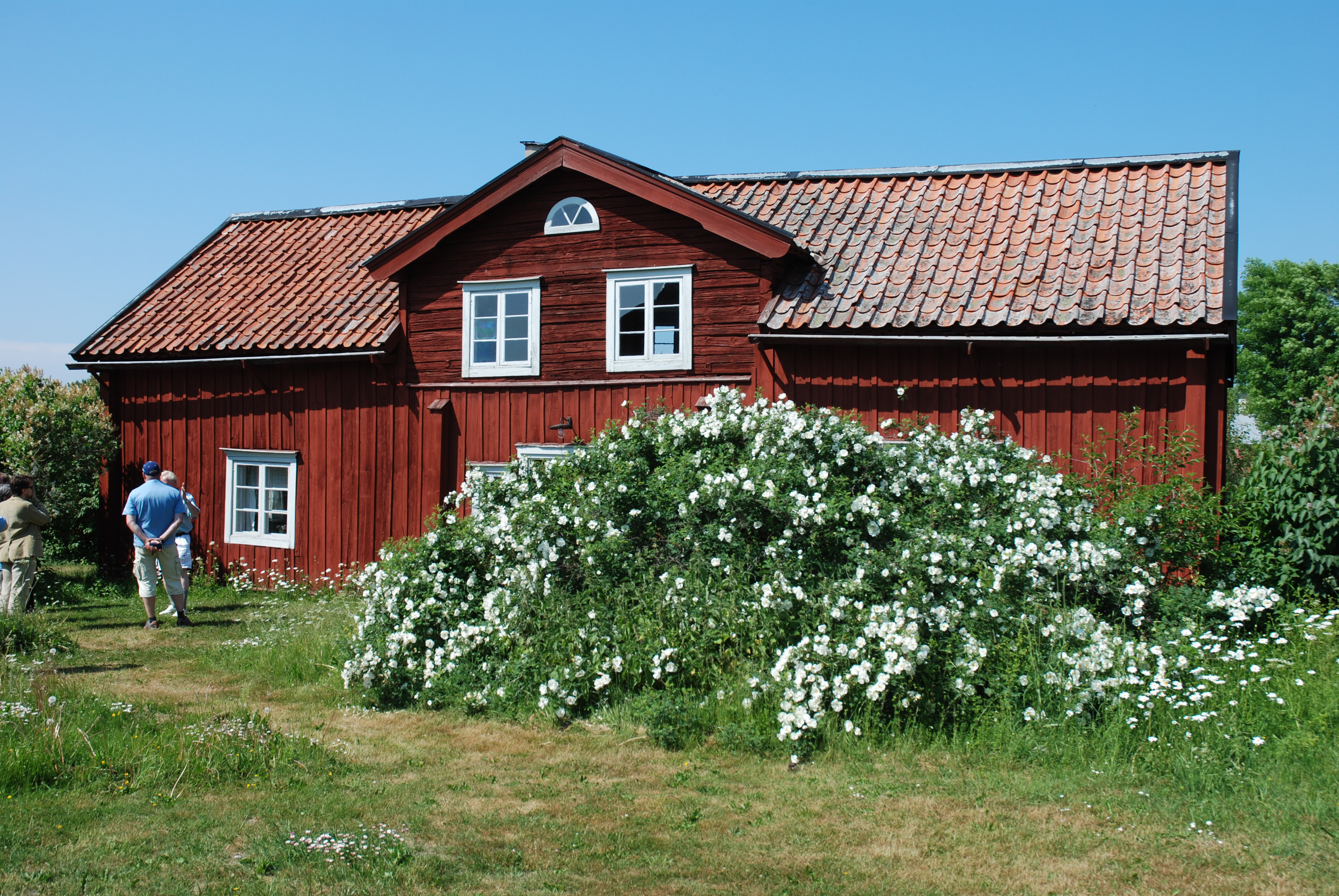
Morastugan (Anders Ersgården) i Bergshamra

Ej att förväxla med Bergshamra i Solna kommun.
Bergshamra är en tätort omkring 15 kilometer söder om Norrtälje i Norrtälje kommun.

## Samhället
På orten finns ett sågverk och två båtvarv, livsmedelsbutik (postombud), bensinstation, pizzeria, vårdcentral, hembygdsgård (se vidare Länna Hembygdsförening), bygdegård, två fyndmarknader, grundskola (Länna skola), förskola, ett äldreboende (Rosenlundsgården) samt byggnadsminnet Morastugan.
Bergshamra ligger vid Bergshamraviken, där det finns en båtklubb och ett större fritidshusområde. Bergshamras befolkning ökar under sommaren på grund av sommargäster. 
Bergshamra är delat i två platser, det som i dag förknippas med Bergshamra är området Hästängen som tidigare låg utanför. Där finns bland annat sågen, livsmedelsbutiken och vårdcentralen.
Ursprungliga Bergshamra benämns i dag som "Gamla Bergshamra". När "gamla" Bergshamra var huvudorten fanns där bland annat ett mejeri, en skola, ett pensionat, en brandstation samt en mjölkvarn, kvarngården finns kvar och är hembygdsgård.

## Befolkningsutveckling
| Befolkningsutvecklingen i Bergshamra 1950–2020 | Befolkningsutvecklingen i Bergshamra 1950–2020 | Befolkningsutvecklingen i Bergshamra 1950–2020 | Befolkningsutvecklingen i Bergshamra 1950–2020 | Befolkningsutvecklingen i Bergshamra 1950–2020 |
| --- | ---------------------------------------------- | ---------------------------------------------- | ---------------------------------------------- | ---------------------------------------------- |
| |                                                |                                                |                                                |                                                |
| År |                                                |                                                | Folkmängd                                      | Areal (ha)                                     |
| 1950 | 1950                                           |                                                | 257                                            | ##                                             |
| 1960 | 1960                                           |                                                | 203                                            | 75                                             |
| 1970 | 1970                                           |                                                | 385                                            | 130                                            |
| 1975 | 1975                                           |                                                | 413                                            | 140                                            |
| 1980 | 1980                                           |                                                | 406                                            | 140                                            |
| 1990 | 1990                                           |                                                | 560                                            | 142                                            |
| 1995 | 1995                                           |                                                | 588                                            | 150                                            |
| 2000 | 2000                                           |                                                | 633                                            | 152                                            |
| 2005 | 2005                                           |                                                | 751                                            | 158                                            |
| 2010 | 2010                                           |                                                | 749                                            | 160                                            |
| 2015 | 2015                                           |                                                | 572                                            | 254                                            |
| 2020 | 2020                                           |                                                | 658                                            | 261                                            |
| Anm.: Ej tätort 1965; Ny tätort 1970. 2015 uppgick småorten Bergshamra (södra delen) i tätorten samtidigt som Hästängen utbröts till en egen tätort. ## Som tätort/befolkningsagglomeration 1920–1950. |                                                |                                                |                                                |                                                |

Vid folkräkningen den 1 november 1960 avgränsade SCB Hästängen som en "ort, som i fråga om bebyggelse uppfyller betingelserna för att räknas som tätort men där invånarantalet befunnits uppgå till 150 men understiga 200." och hade 163 invånare.